# Johan Petter Westin
Johan Petter Westin, född 13 juli 1813 i Locknevi socken, Kalmar län, död 8 juni 1881 i Fasterna församling, Stockholms län var en svensk präst och riksdagsman. Han var svärfar till Karl Fredrik Silverstolpe och morfar till Gunnar Westin Silverstolpe.
Föräldrar: Rättaren Nils Persson och Stina Jaensdotter i Björke, Locknevi. 
Han blev 1843 filosofie doktor vid Uppsala universitet på en avhandling om William Shakespeares poesi och samma år kyrkoherde i Fasterna. Han var ledamot av prästeståndet i Uppsala stift vid ståndsriksdagen 1865–1866.
I Locknevi sockens födelsebok står noteringen "Denne Johan Pet. Westin är kh i Fasterna o Prost öfr Sjuhundra Hd i Upland sedan 1856"